# Goriatchi Klioutch
Goriatchi Klioutch (en russe : Горячий Ключ, littéralement « sources chaudes »), est une ville du kraï de Krasnodar, en Russie. Sa population s'élevait à 38 972 habitants en 2019.

## Géographie
Goriatchi Klioutch est une station thermale arrosée par la rivière Psekoups, un affluent du fleuve Kouban. Elle se trouve à 65 km au sud de Krasnodar.

## Histoire
Fondée en 1864, Goriatchi Klioutch est conçue dès le départ comme une station thermale, car plusieurs sources thermales se trouvent à proximité. Le nom de la ville signifie littéralement « sources chaudes ». À l'origine, les bains principalement sont établis à partir de la garnison voisines. Dans les années 1860, il y a un hôpital, un établissement de bains et un parc.
En 1930, Goriatchi Klioutch, qui est devenue une adresse connue à l'échelle nationale pour ceux qui recherchent le repos, acquiert le statut de ville de villégiature. Elle a le statut de ville depuis 1965.

## Population
Recensements (*) ou estimations de la population
| 1926* | 1959* | 1970*  | 1979*  | 1989*  |
| ----- | ----- | ------ | ------ | ------ |
| 2 175 | 9 858 | 19 808 | 22 654 | 25 610 |

| 2002*  | 2010*  | 2012   | 2013   | 2014   |
| ------ | ------ | ------ | ------ | ------ |
| 27 693 | 30 126 | 31 290 | 32 404 | 33 459 |

| 2015   | 2016   | 2017   | 2018   | 2019   |
| ------ | ------ | ------ | ------ | ------ |
| 34 585 | 35 805 | 36 807 | 37 475 | 38 972 |